# Josef Engvall
Josef Emmanuel Engvall, född 7 november 1877 i Karlskoga, död 8 juni 1950 i Bromma, var en svensk skolman och ämbetsman.
Josef Engvall var son till bergsmannen Olof Josefsson. Han avlade folkskollärarexamen i Karlstad 1901, var 1901–1903 extraordinarie och 1903–1920 ordinarie lärare vid Göteborgs folkskolor samt vikarierade som folkskoleinspektör i Gotlands, Södertörns och Västergötlands södra inspektionsområden 1918–1919. Engvall var 1920–1928 folkskoleinspektör i Stockholmstraktens inspektionsområde samt 1929–1942 undervisningsråd och ledamot av Skolöverstyrelsen, där han 1935–1942 var chef för folkskoleavdelningen. Han tjänstgjorde som sekreterare hos 1929 års fortsättningsskolesakkunniga och var ledamot av 1934 års folkskolesakkunniga. Engvall utgav Folkskolestadgan (1932) och Folkskolans löneförfattningar (1938, tillsammans med G. Britth). Engvall är begravd på Bromma kyrkogård.